# Matarum
Matarum é um gênero de traça pertencente à família Arctiidae.